# Carlos Balderas
Carlos Balderas (* 24. Mai 1996 in Lompoc, Kalifornien, USA) ist ein US-amerikanischer Profiboxer im Leichtgewicht.

## Amateurkarriere
Carlos Balderas ist der jüngere Bruder des Profiboxers Jose Balderas und gewann als Amateur 175 von 184 Kämpfen. 2014 wurde er US-amerikanischer Jugendmeister im Bantamgewicht, gewann eine Bronzemedaille bei den Panamerikanischen Jugendmeisterschaften 2014 und startete bei den Jugend-Weltmeisterschaften 2014 in Sofia, wo er im Achtelfinale gegen den späteren Gewinner Javier Ibáñez ausschied.
Bei den Panamerikanischen Spielen 2015 unterlag er im Viertelfinale gegen Lindolfo Delgado und bei den Panamerikanischen Meisterschaften 2015 im Achtelfinale gegen Luis Cabrera.
In der Saison 2015/16 boxte er für das Team USA Knockouts in der World Series of Boxing (WSB) und gewann gegen Fabio Introvaia, Brian Nuñez, Adrian Martinez, Lindolfo Delgado und Hamza Rabii, während er nur eine Niederlage gegen Albert Selimow erlitt. Für diesen Erfolg wurde er als erster US-Boxer für die Olympischen Spiele 2016 in Rio de Janeiro nominiert. Bei Olympia konnte er Berik Äbdirachmanow und Daisuke Narimatsu besiegen, ehe er im Viertelfinale gegen Lázaro Álvarez ausschied.

## Profikarriere
Im November 2016 unterzeichnete er einen Profivertrag bei Ringstar Sports des Promoters Richard Schaefer. Sein Profidebüt gewann er am 9. April 2017 vorzeitig gegen Thomas Smith. Im Dezember 2019 verlor er durch Knockout gegen den Mexikaner Juan René Tellézgirón González.